# 新潟県立新潟南高等学校
新潟県立新潟南高等学校（にいがたけんりつ にいがたみなみこうとうがっこう）は、新潟県新潟市中央区上所一丁目に所在する県立高等学校。
校章は雪の結晶と錨を組み合わせたもので、雪国の港町ということを表している。雪の結晶の6つの枝其々には当校の生徒像を表す意味が込められている。
新潟市役所より見て南側に位置することより名付けられた。東高校の名の案も挙げられたものの、東新潟は一般的に沼垂方面を指しており、当時の沼垂は水田が広がり、まだ開発が進んでいなかったことから見送られた。

## 概要
1939年に開校した旧制新潟市立中学校を前身とする公立高校。近隣の新潟高校および新潟中央高校と比して新潟駅や万代といった繁華街に近い立地である。通称は「南高」（なんこう）。新潟県内では、新津・新発田を除けば「南高」と云うと同校を指す事が多い。
2000年度から、全学級を対象に文部科学省主管のスーパーサイエンスハイスクール事業の指定を受けている。2005年度で終了予定であったが、好調な成果を上げた事から更に2006年度～2008年度の3年間再指定を受けた。その後は、2期、3期、4期の2022年度まで指定を受け、5期の指定は受けられず経過措置として活動を継続、2025年度からは認定枠として活動している。
校訓の自主責任・和衷協同・質実剛健は、初代校長により制定されたもので、戦後に、廉潔高雅・知性良識の二つが追加された。自主責任：「自分自身に責任を持て」、和衷協同：「心を同じくして共に力を合わせよ」、質実剛健：「飾らずまじめにたくましく生きよ」、廉潔高雅：「清く気高く自己を磨け」、知性良識：「健全な判断力を養え」
校訓の他に「江風」の理念を持っており、近くを流れる信濃川にあやかってつけられたもの。元々は中国の北宋時代の詩人、蘇軾の前赤壁賦内の「江上之清風」の一節よりとったものである。この江風の語は校訓と共に校歌内の歌詞に組み込まれている他、同窓会（江風同窓会）の表記などとして使われている。
又、生徒は、「江風健児」とも呼ばれる。生徒が自身を「江風健児」と言う場面は少なく、模範的な生徒像を表現する際や一種のアイデンティティとして用いられる事が多い。

## 沿革
- 1939年3月11日 - 新潟市立中学校として設立認可。
- 1939年4月15日 - 「新潟市立中学校」として開校（私立新潟夜間中学校（旧新潟明訓高等学校）の校舎を仮校舎とする）（白山浦1丁目）。
- 1941年8月30日 - 本校舎第1期工事が竣工し、現在の校地に移転。
- 1945年3月10日 - 校歌制定。
- 1946年2月11日 - 生徒会結成。「江風会」と命名。
- 1948年4月10日 - 学制改革により、「新潟市立新潟高等学校」に移行、定時制課程を設置。校章制定。
- 1948年6月10日 - 中野山分校を設置。
- 1948年10月1日 - 校歌改訂。
- 1949年3月31日 - 併設中学校廃校。
- 1949年4月1日 - 「新潟市立新潟高等学校ＰＴＡ」を組織。
- 1949年11月3日 - 創立10周年記念式挙行。
- 1950年4月1日 - 学区制設定、新制高等学校再組織、5学級募集。
- 1952年4月11日 - 中野山分校を石山分校と改称。
- 1953年4月1日 - 県立移管により「新潟県立新潟南高等学校」と改称。
- 1962年4月1日 - 9学級募集。
- 1963年4月1日 - 10学級募集。
- 1964年4月1日 - 新潟県立新津高等学校両川分校を移管。
- 1965年4月1日 - 11学級募集。
- 1966年4月1日 - 10学級募集。
- 1969年11月8日 - 創立30周年記念式挙行。
- 1970年3月31日 - 中心校の定時制課程を廃止。
- 1975年3月31日 - 定時制石山分校閉校。
- 1976年3月31日 - 定時制両川分校閉校。
- 1981年11月10日 - 校舎竣工記念式挙行。
- 1987年4月1日 - 11学級募集。
- 1988年4月1日 - 12学級募集。
- 1989年10月7日 - 創立50周年記念式挙行（前庭整備、ピアノ購入、50周年記念誌発行）。
- 1991年4月1日 - 11学級募集。
- 1995年4月1日 - 65分授業開始。
- 1997年4月1日 - 10学級募集、推薦選抜導入。
- 1999年4月1日 - 11学級募集。2学期制開始。
- 1999年10月16日 - 創立60周年記念式挙行（図書館整備、後期作成、校歌額設置、緞帳新調、60周年記念誌発行）。
- 2000年4月1日 - 10学級募集。
- 2002年4月1日 - ５５分授業開始。
- 2003年6月5日 - 文部科学省よりスーパーサイエンスハイスクールの指定（3年間）を受ける。
- 2005年4月1日 - 9学級募集。
- 2006年4月1日 - 文部科学省よりスーパーサイエンスハイスクールの継続指定（2年間）を受ける。
- 2007年4月1日 - 普通科8学級、普通科理数コース1学級募集。
- 2008年4月1日 - 文部科学省よりスーパーサイエンスハイスクールの再指定（5年間）を受ける。
- 2009年10月31日 - 創立70周年記念式挙行（70周年記念誌発行、校歌・応援歌CＤ制作、施設設備等）。
- 2012年4月1日 - 普通科9学級、普通科理数コース1学級募集。
- 2013年4月1日 - 普通科8学級、普通科理数コース1学級募集。
- 2013年4月1日 - 文部科学省よりスーパーサイエンスハイスクールの3期目の指定を受ける。
- 2016年4月1日 - 学校設定科目「江風ＳＳ」開始。
- 2017年4月1日 - 3学期制開始。
- 2018年4月1日 - 文部科学省よりスーパーサイエンスハイスクールの4期目の指定を受ける。
- 2018年7月13日 - 第二体育館改修竣工。
- 2019年10月5日 - 創立80周年記念式挙行（80周年記念誌発行、施設設備の設置等）。
- 2020年 - 江風グローバル研修（アメリカ研修）（過去4年間）が新型コロナウイルスの流行拡大により中止。同研修の代替研修の一環として台中市立文華高級中学校との交流開始。

## 校則（学則）
新潟南高等学校では「新潟県立新潟南高等学校学則」として定められている。この他に「生徒心得」示されている。この学則の改正手続きに関する規定は無い。

## 校歌
- 『新潟南高等学校校歌』 - 1945年3月10日制定、1948年10月1日改訂、作詞: 葛原兹、作曲: 橋本国彦

## 応援歌
- 第一応援歌『怒濤』 -昭和35年制定、 作詞：南高校生徒会、作曲：山際平時
- 第二応援歌『不滅の栄光』 - 昭和37年制定、作詞：南高校生徒会、作曲：山際平時

## 学校行事・生徒会行事
- 4月 対面式・新入生歓迎会

新入生と2・3年生が初めて一堂に顔を合わせる。各部活動・同好会の活動紹介が行われる。
- 6月 江風祭（体育祭）

9つの軍団（赤・青・黄・黒・白・橙・緑・紫・桃）に分かれて行う。
競技の他、軍団パネル制作、ダンスパフォーマンス、棧敷応援が行われる。
選抜リレー、大波小波、二人三脚、玉入れ、騎馬戦、台風の目リレー、タイヤ引きなどその年毎に競技が決められている。
服装は、軍団毎に「衣装」を生徒自ら制作。応援団幹部は一般生徒とは違う衣装を着用し、非常に力を入れている。
総合、競技、ダンス、パネル、棧敷応援の各賞上位の軍団は賞品としてアンパンなどがもらえる。
校則（学則）により染髪は禁止されているが、江風祭当日はヘアスプレーによる染髪が許可される。
- 7月 球技大会

種目はバスケットボール、バレーボール、ソフトボールの3つ（いずれも男女別）
2018年度の球技大会からソフトボールは廃止となった。
各ホームルームが競技毎に編成したチームが勝ち上がり形式で戦う。1年生が優勝することも珍しく無く、白熱した戦いが行われる。一般参観は行われない。
服装は、学級毎にクラスＴシャツを着用する場合が多い。
- 9月 蒼流祭（文化祭）

学級や部活毎に様々な出し物を行う。江風ＳＳの課題研究発表（理数コース）も行われる。
10月上旬には蒼流祭の一環として芸術鑑賞会が開催される。
- 10月修学旅行

2年生は、関西方面（大阪府、京都府、奈良県、兵庫県）に4日間（3泊）の修学旅行を行う。
組別研修、班別研修、卒業生講話、夜間外出など、年度によって内容は様々である。
服装は、日中の活動は制服で行われ、宿泊施設での服装は指定されていない。
- 2月スキー研修

一年生は、新潟県内又は隣接県のスキー場でスキー研修（2泊3日）を行う。
赤倉温泉スキー場、上越国際スキー場、ニューグリンピア津南等で行われる。
服装は、研修時はスキーウェアを着用し、それ以外は私服（自由な服装）を着用する。

## 生徒会活動（江風会）

### 江風会概要
新潟南高等学校では「江風会」として組織されている。江風会会則がある。江風会会則の改正手続きは、規定に則って行われる。当会は、新潟県立新潟南高等学校全日制生徒で組織され職員を顧問とする。当会は、生徒総会、ホームルーム、全校審議会、江風生徒会、常任委員会、部・同好会等が置かれている。所謂生徒会としての自治意識は高くない。
設置されている機関（江風生徒会）
- 生徒会本部
- 生徒会執行部
- 広報局（廃止）
- 会計局（廃止）

設置されている委員会（常任委員会）
- 会計委員会
- 風紀委員会
- 行事運営委員会
- 選挙管理委員会

### 部・同好会
野球部が2度夏の甲子園に出場している。初出場は1984年（第66回）で、初戦の2回戦で京都外大西を延長11回4－3で破り、3回戦も高知の明徳義塾に4－2で勝利した。準々決勝で秋田の金足農業に0－6で敗れたが、全県が1県1校生となった1978年（第60回）以降で新潟県勢初めて夏の大会でベスト8に進出した。これは日本文理が2009年夏（第91回）で準優勝するまで新潟県勢唯一の記録であった。2回目の出場は1989年（第71回）で、初戦で奈良智辯学園に1－6で敗れている。
　県内では数少ないボクシング部がある。1961年に県の教育庁よりボクシング場が移管されたことで、県内唯一の公式リングを有している。全国大会予選に当たる県大会は勿論、北信越予選、国体予選なども当校で行われており、当校からも全国大会への出場者を多数輩出している。
ローイング部、ダンス部、少林寺拳法部、ボクシング部、書道部が毎年全国大会に出場するなどの活躍を見せている。
運動部
- 陸上競技部
- 野球部
- サッカー部（旧蹴球部）
- 男子硬式テニス部（旧男子硬式庭球部）
- 女子硬式テニス部（旧女子硬式庭球部）
- ソフトテニス部
- ローイング部（旧漕艇部）
- 男子バスケットボール部
- 女子バスケットボール部
- 男子バレーボール部
- 女子バレーボール部
- 男子バドミントン部
- 女子バドミントン部
- ダンス部
- 卓球部
- 剣道部
- 少林寺拳法部
- ボクシング部
- ワンダーフォーゲル部（旧山岳部）
- 水泳部（同好会降格の後廃止）

文化部
- 演劇部
- 合唱部
- 吹奏楽部
- 美術部
- 書道部
- SSC (Super Science Club)
  - SSC数学班
  - SSC電気班
  - SSC化学班
  - SSC生物班
- 英語部
- 天文部
- 調理部
- 写真部
- 華道部（同好会降格の後廃止）
- 園芸部（同好会降格の後廃止）
- 新聞部（同好会降格の後廃止）

同好会
- 文芸同好会
- 漫画研究同好会
- 鉄道研究同好会（廃止）

## 通学手段
- 鉄道

JR越後線上所駅（駅から徒歩約5分）
この駅の開業以前は新潟駅または白山駅（両駅とも学校から約2km）が最寄り駅であり、鉄道を利用して通学する生徒はバスか徒歩（約25分）、或いは駅の駐輪場に自転車を置き通学していた。
- バス

新潟交通 S2 鳥屋野線、S3 水島町線、S4 上所線 他 「南高校前」バス停下車すぐ
この3路線はいずれも新潟駅万代口を起終点とする。同駅から所要時間約15分（運賃210円）。このほか、S6 長潟線といった一部系統が発着する。
- 自転車

登録済み自転車での登校。校地内に駐輪場がある。
原動機付自転車による登校は校則（学則）により禁止されている。（免許の取得も原則禁止）

## 著名な卒業生
- 会田誠（画家）
- 池田弘（アルビレックス新潟会長、NSGグループ理事長）
- 石田燿子（アニメソング歌手）
- 石山洸（エクサウィザーズ社長）
- 大島康邦（バスケットボール選手、元全日本）
- 加藤沢男（体操選手、体操コーチ、オリンピックメダリスト）
- 木竜亜希子（フリーアナウンサー、元新潟総合テレビ・テレビ信州アナウンサー）
- 高橋佳奈子（ラジオパーソナリティ）
- 田巻源太（映画編集技師）
- 出来島桃子（クロスカントリースキー選手、バイアスロン選手、トリノパラリンピック代表）
- 遠山俊也（俳優）
- 長谷川惠一（実業家、バスケットボール選手）
- 速水健朗（ライター）
- 藤田勉（アーティスト、PERSONZ　ドラマー）
- 魔夜峰央（漫画家）
- 三上真史（俳優）
- 山賀博之（アニメーション監督）
- 祐木毅（バスケットボール選手、元全日本）
- 横大道聡（憲法学者、慶應義塾大学教授）